# 캐나다 국립도서관 기록보관소

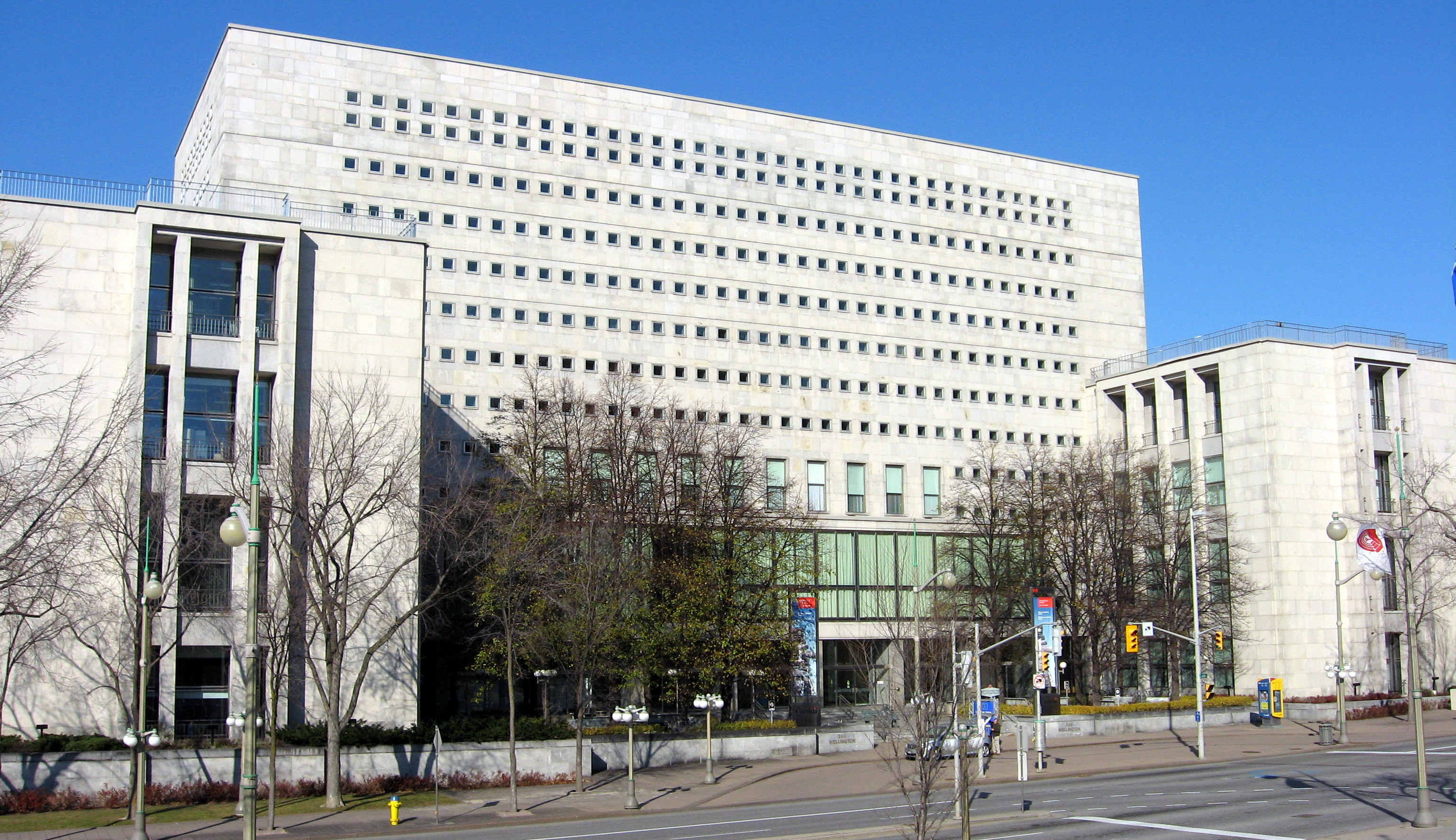
오타와에 있는 캐나다 국립도서관 기록보관소 건물

캐나다 국립도서관 기록보관소(Library and Archives Canada, LAC; 프랑스어: Bibliothèque et Archives Canada)은 캐나다의 다큐멘터리 유산을 수집, 보존하고 접근성을 제공하는 임무를 맡은 연방 기관이다. 이 국립 아카이브와 국립도서관은 세계에서 16번째로 큰 도서관이다. LAC는 캐나다 문화유산부 장관을 통해 캐나다 의회에 보고한다.
LAC는 1872년에 설립된 자치령 기록보관소와 1953년에 설립된 캐나다 국립도서관에 그 기원을 두고 있다. 전자는 나중에 1912년에 캐나다 공공 기록보관소로, 1987년에는 캐나다 국립 기록보관소로 개명되었다. 2004년, 캐나다 국립 기록보관소와 캐나다 국립도서관이 합쳐져 캐나다 국립도서관 기록보관소이 되었다.

## 역사

### 전신

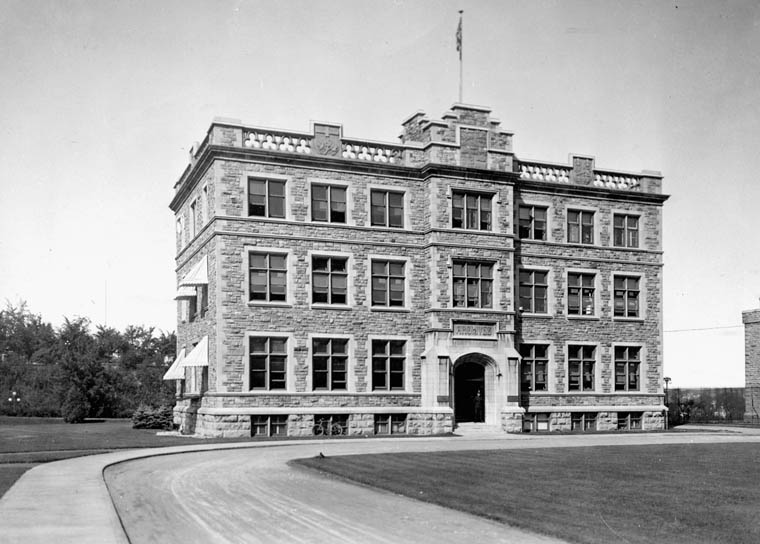
1925년 확장 전 1923년의 캐나다 공공 기록보관소 건물. 이 기관은 1906년부터 1967년까지 330 서섹스 드라이브에 위치했다.

자치령 기록보관소는 1872년 캐나다 농업농산식품부 내의 부서로 설립되었으며, 캐나다의 역사와 관련된 문서를 수집하고 필사하는 임무를 맡았다. 1912년, 이 부서는 캐나다 공공 기록보관소라는 자율적인 조직으로 전환되었고, 모든 유형의 미디어에 대한 정부 문서를 관리하는 새로운 책임을 맡게 되었다. 이 조직은 1987년에 캐나다 국립 기록보관소로 개명되었다.
캐나다 도서관 협회의 초대 회장인 프레다 파렐 월든과 같은 사람들의 노력으로, 캐나다 국립도서관은 1953년에 설립되었다.

### 21세기
2004년, 전 국립도서관장 로크 캐리어와 국립 기록보관소장 이언 E. 윌슨의 주도로 캐나다 국립 기록보관소와 캐나다 국립도서관의 기능이 통합되어 캐나다 국립도서관 기록보관소이 되었다. LAC는 2004년 4월 22일에 공표된 캐나다 국립도서관 기록보관소법(법안 C-8)에 따라 설립되었으며, 5월 21일의 후속 추밀원칙령을 통해 캐나다 국립 기록보관소와 캐나다 국립도서관의 소장품, 서비스 및 인력이 공식적으로 통합되었다. 윌슨은 그 해 7월에 초대 캐나다 도서관장 겸 기록보관소장으로 취임했다.

#### 현대화
2004년 6월, LAC는 "새로운 종류의 지식 기관 만들기"라는 제목의 토론 문서를 발표했다. 2006년 6월 협의 후, LAC는 "변화를 위한 LAC 지침"이라는 문서를 발표했는데, 이는 새로운 지식 기관이 되는 것; 진정한 국가 기관이 되는 것, 캐나다의 다큐멘터리 유산을 강화하기 위해 협력하는 기관이 되는 것; 학습 목적지가 되는 것; 그리고 정부 정보 관리 기관이 되는 것을 포함하여 새로운 기관을 정의하는 다섯 가지 주요 방향을 제시했다.
LAC의 현대화 정책은 아날로그(비디지털) 자료의 수집 및 보존에 중점을 둔 기관에서 디지털 콘텐츠 접근 및 디지털 보존에 탁월한 기관으로의 전환을 제공한다. 2009년에 개발된 다큐멘터리 유산 관리 프레임워크는 아날로그 및 디지털 자료에 할당되는 자원 간의 적절한 균형을 추구하며 다음을 기반으로 한다.
- 세 가지 주요 사업 축: 수집, 보존 및 자원 발견 (자원 발견은 설명, 발견, 접근 및 대중 서비스 포함)
- 다큐멘터리 유산 임무 수행을 위한 네 가지 지침 원칙: 중요성, 충분성, 지속 가능성 및 사회 (광범위한 사회적 맥락)
- 네 가지 핵심 역할: 기반 구축 (관계 구축), 협업, 프로그램 (통합된 컬렉션 관리 프로세스) 및 이전 (법적 의무 이행을 위한 제3자와의 공식 계약).

군사 다큐멘터리 유산, 원주민 다큐멘터리 유산, 디지털 시대 신문 관리 프로젝트를 포함하여 프레임워크를 검증하기 위해 8개의 시범 연구 프로젝트가 시작되었다. 2010년 3월, LAC는 캐나다 지식 커뮤니티 간 협력을 촉진하는 임무에 따라 시작된 캐나다 디지털 정보 전략 이해관계자 협의에 대한 최종 보고서를 발표했다. 같은 달, 현대화 목표를 달성하기 위한 계획을 설명하는 "우리의 지속적인 기억을 공동으로 형성하기: 대표 다큐멘터리 유산"이라는 문서를 발표했다.
LAC는 정보 환경의 변화에 적응하고 다른 기관과 협력하여 임무를 계속 수행하겠다는 목표를 밝혔음에도 불구하고, 2004년 이후 실제 경험은 서비스와 협력 모두에서 감소를 보여주고 있다. 2004년 이후 연방 예산 삭감은 LAC 서비스 및 수집에도 영향을 미쳤다. Ex Libris 협회는 2004년 이후 LAC 서비스 감소 및 관련 발전에 대한 자세한 일정을 정리했다.

#### 예산 삭감
2012년 연방 예산에서 2012~13 회계연도부터 3년간 CDN$ 960만 달러의 예산 삭감이 발표된 후, 400명 이상의 LAC 직원이 해고 통지를 받았으며, 부서는 향후 3년간 약 1,100명의 인력을 20% 감축할 것이라고 발표했다. 2013년 1월부터 시행된 23페이지 분량의 직원 행동 강령은 "가치, 잠재적 이해 상충 및 예상되는 행동"을 명시하고 있으며, 이 강령의 "가혹한" 문구는 캐나다 기록보관소 협회와 캐나다 대학 교수 협회 등으로부터 비판을 받았다. 이 강령은 교육 및 회의에서의 발언 또는 참석을 포함한 개인 활동을 "이해 상충, 직무 상충 및 충성 의무와 관련하여 "고위험" 활동으로 묘사하며, 이러한 활동 참여는 엄격한 조건의 적용을 받는다. 충성 의무에 관한 섹션에서는 직원들에게 소셜 미디어 포럼에서 개인적인 의견을 표명하는 것에 대해 경고하기도 한다. 승인된 LAC 대변인만이 LAC의 임무 및 활동, 즉 현대화 및 예산 삭정과 관련된 논란이 되는 변경 사항에 대해 진술하거나 공개 발언을 할 수 있다.
이언 E. 윌슨과 다니엘 J. 카론의 관리 하에 도입된 변화는 논란과 대중의 비판을 받았다. 카론은 디지털 자료의 유입 및 수요에 대처하기 위해 급진적인 변화가 필요하며, 이러한 변화는 연방 예산 제약의 영향을 받는다고 주장했다.
여러 개인과 단체들이 이러한 변화에 대해 우려를 표명했다. 2011년, 캐나다 대학 교수 협회는 "캐나다 도서관 및 기록보관소 구하기" 캠페인을 시작했다. 2012년 5월 2일, 캐나다 도서관 협회는 연방 부처 및 LAC의 도서관 예산 삭감에 대한 우려를 표명했다. 2012년 8월, 캐나다 문헌학회는 모든 캐나다 국회의원에게 예산 삭감이 LAC의 법적 임무를 훼손하지 않도록 보장해 달라는 서한을 보냈다. 2012년 11월 제임스 무어 문화유산부 장관에게 보낸 후속 서한에서, 학회는 상호 대차 프로그램의 종료를 특히 해로운 결정으로 지적했다. 서지학 블로거 나이젤 비얼은 자신의 블로그 Literary Tourist에서 LAC를 "캐나다의 국가적 불명예"라고 규정한다. 학자 이언 밀리건은 ActiveHistory.ca 웹사이트에서 LAC의 온라인 컬렉션의 중요성과 제한된 접근성을 고려할 때, LAC의 "현대화 수사"를 서비스 삭감을 위한 "연막"으로 묘사한다. 역사학자 발레리 놀스는 아이폴리틱스 웹사이트에 실린 자신의 기사 "캐나다 역사의 문을 닫다"에서 LAC 및 연방 정부 도서관의 정부 예산 삭감이 미치는 영향을 설명한다.
2012년 5월 31일, 캐나다 기록보관소 협회는 LAC의 범캐나다 다큐멘터리 유산 네트워크 포럼에서 탈퇴한다고 발표했으며, 이는 이 네트워크가 2012년 연방 예산 삭감 이후 LAC가 갑자기 중단한 국립 기록보관소 개발 프로그램이 이전에 충족했던 캐나다 전역의 아카이브 요구와 관심을 충족시킬 수 없을 것이라고 믿기 때문이라고 밝혔다.

카론의 2013년 5월 사임 이후, 이해관계자 연합은 "국가적으로 중대한 사안"으로 간주되는 성공적인 캐나다 도서관장 겸 기록보관소장의 자질에 대한 공동 성명을 발표했다. 
광범위한 캐나다 이해관계자 단체 연합은 캐나다 도서관장 겸 기록보관소장이 이 중요한 공적 신탁 및 책임 위치에서 성공하기 위해 가져야 한다고 믿는 자질 목록을 개발했습니다. 우리는 이 시점에서 이 직책에 임명되는 사람이 제한된 재정 및 인적 자원 시대에 복잡한 디지털 환경 문제를 다루고 캐나다 다큐멘터리 유산의 대체 불가능한 보물에 대한 대중의 접근성을 높여야 하는 막대한 도전에 대처하는 데 필요한 자질을 갖추는 것이 필수적이라고 믿습니다.
2013년 6월, 문화유산부 장관은 기록의 디지털화 속도를 높이는 것이 새로운 캐나다 도서관장 겸 기록보관소장의 우선순위가 될 것이라고 말했다. 무어는 또한 임명될 사람에게 국립 기록보관소 개발 프로그램 종료를 재검토하도록 요청할 것이라고 말했다.

#### 진실과 화해 위원회
캐나다 진실과 화해 위원회 동안 캐나다 국립도서관 기록보관소는 처음에 위원회가 요청한 기록을 시기적절하고 포괄적으로 제공하지 못했으며, 온타리오 고등법원 판사로부터 그렇게 하라는 명령을 받았다. 궁극적으로 LAC는 기록을 제공했지만, 많은 기록이 위원회에서 요구하는 디지털화 및 검색 가능한 형식으로 되어 있지 않았다.
진실과 화해 위원회의 최종 보고서의 행동 요구는 캐나다 국립도서관 기록보관소를 다음과 같이 명시적으로 언급했다.
우리는 캐나다 국립도서관 기록보관소에 다음을 촉구한다. 유엔 원주민 권리 선언과 유엔 주네-오렌틀리히터 원칙을 원주민이 기숙학교에서 저질러진 인권 침해에 대해 무슨 일이 왜 일어났는지 진실을 알 권리와 관련하여 완전히 채택하고 이행할 것; 기숙학교와 관련된 기록물을 대중에게 공개하도록 보장할 것; [그리고] 기숙학교에 대한 공공 교육 자료 및 프로그램에 더 많은 자원을 투입할 것. 캐나다 국립도서관 기록보관소는 원주민 기록보관가를 고용하고, 원주민 공동체와 관계를 구축하며, 디지털화 노력을 지원하기 위한 자금을 투입하여 이러한 우려를 해결하기 시작했다. 그러나 원주민 주도의 조직들은 원주민 공동체가 수십 년 동안 이러한 종류의 작업을 수행해 왔다는 사실에 주목했다.
LAC는 또한 진실과 화해를 위한 국립 센터와 협력하여 TRC 관련 조직 웹사이트의 아카이브 사본을 보유하고 접근을 제공하며, 위니펙 대학교 도서관 및 매니토바 대학교 도서관과 협력한다.

## 시설
다운타운 오타와의 웰링턴가 395번지 건물은 일반인이 직접 소장품에 접근할 수 있는 주요 물리적 위치이다. 이 건물은 1967년 6월 20일에 공식적으로 개관했다. 직접 방문의 비중이 줄어들면서 대면 서비스가 축소되었고(예: 2012년 4월부터 참고 서비스는 예약제로만 운영됨), 이 건물의 역할은 감소하고 있다. 또한 가티노 (퀘벡)에 행정 사무소가 있으며, 연방 정부 기록을 위한 보존 및 보관 시설이 캐나다 전역에 걸쳐 있다.
오타와 본부에서 약 10킬로미터 떨어진 가티노 시내에 위치한 보존 센터는 캐나다의 귀중한 소장품을 장기적으로 안전하게 보관하고 보존하기 위해 설계되었다. 이 센터는 CDN$ 1억 7백만 달러의 비용으로 건설되었으며, 1997년 6월 4일에 공식 개관했다. 48개의 기후 제어 보존 금고와 최첨단 보존 실험실을 갖춘 독특한 건물이다. 2000년, 캐나다 왕립 건축가 협회는 이 건물을 지난 천년 동안 캐나다에서 건설된 상위 500개 건물 중 하나로 선정했다.
오타와 외곽 셜리스 베이의 캐나다 통신 연구 센터 캠퍼스에 위치한 질산염 필름 보존 시설은 캐나다의 셀룰로스 질산염 필름 컬렉션을 보관한다. 이 컬렉션에는 1912년으로 거슬러 올라가는 5,575개의 필름 릴이 포함되어 있으며, 최초의 캐나다 영화 및 사진 네거티브 일부도 포함되어 있다. 필름 자료는 매우 민감하여 보존을 위해 정확한 온도가 필요하다. 2011년 6월 21일에 공식적으로 개관한 최첨단 시설은 친환경 지붕을 특징으로 하는 친환경 설계 건물로, 단열을 개선하고 에너지 소비를 최소화한다.
2013~14년의 계획된 주요 활동 중 하나는 가티노의 새로운 최첨단 고밀도 보관 시설에 아날로그(비디지털) 정보 자원을 재배치하는 것이었다. 이곳에는 국립 신문 컬렉션과 제2차 세계 대전 참전 용사 기록이 보관될 것이다. 이 시설은 캐나다의 출판 유산을 더 잘 보호하기 위한 적절한 환경을 갖춘 높은 베이 금속 선반 시스템을 특징으로 할 것이다. 2019년 1월, 캐나다 국립도서관 기록보관소는 가티노에 기존 시설 옆에 새로운 시설을 건설하기 위한 협상이 시작되었으며, 2022년에 개관할 예정이라고 발표했다.
LAC의 온라인 컬렉션은 웹사이트를 통해 접근할 수 있으며, LAC는 블로그, 팟캐스트, X (소셜 네트워크) 및 페이스북 소셜 네트워크 서비스, 플리커 이미지 공유 사이트, 유튜브 동영상 공유 사이트를 통해 지속적으로 정보를 제공한다. RSS 피드는 LAC 웹사이트의 새로운 콘텐츠 및 LAC 서비스와 자료에 대한 소식을 제공한다. 새로운 현대화된 웹사이트가 개발 중이며 2013년에 완공될 예정이며, 전환 기간 동안에는 새로운 웹사이트와 기존 웹사이트 모두에 접근할 수 있다.

## 소장품

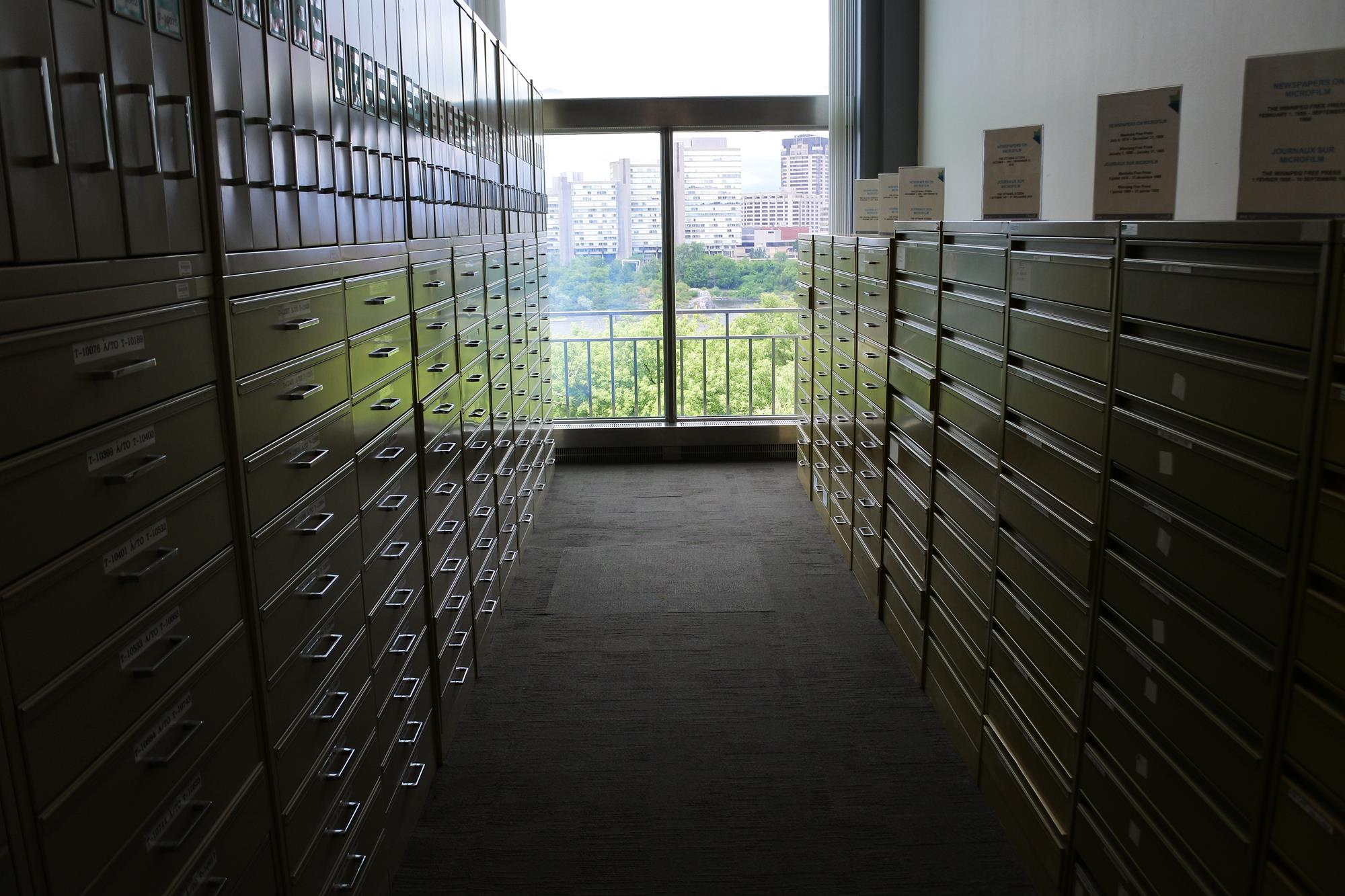
캐나다 국립도서관 기록보관소 건물에 있는 기관의 마이크로필름 컬렉션 보관함.

캐나다 국립도서관 기록보관소의 소장품은 다음과 같다.

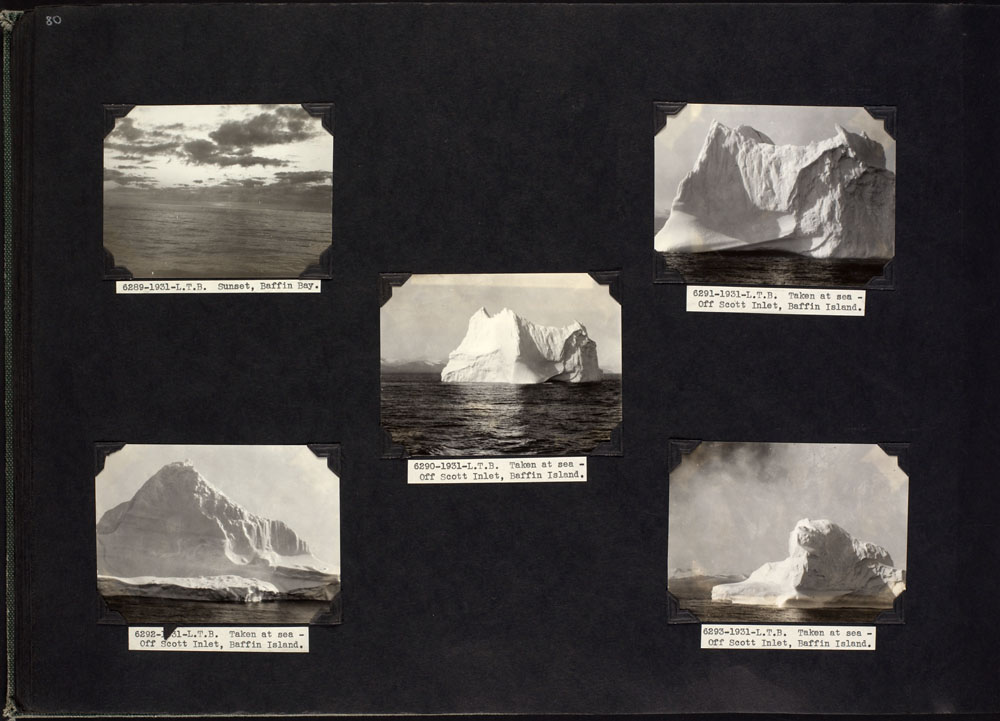
캐나다 국립도서관 기록보관소 소장품 중 빙산 사진 앨범.

- 캐나다 정부 및 대표적인 사적 텍스트 기록물 250선형 킬로미터
  - 캐나다의 문화적, 사회적, 경제적, 정치적 발전에 기여한 다양한 개인 및 단체의 텍스트 기록보관소
- 대부분 납본 제도를 통해 수집된 2,200만 권의 도서 및 간행물
- 2,400만 점의 사진 이미지(인화, 네거티브, 슬라이드 및 디지털 사진 포함)
- 3백만 점 이상의 건축 도면, 계획 및 지도
- 9만 점 이상의 영화(단편 및 장편 영화, 다큐멘터리, 무성 영화 포함)
- 55만 시간 이상의 오디오 및 비디오 녹음
- 42만 5천 점 이상의 미술품(수채화, 유화, 스케치, 캐리커처, 세밀화뿐만 아니라 메달, 인장, 포스터 및 문장 포함)
- 약 55만 점의 음악 자료(세계 최대의 캐나다 악보 컬렉션, 캐나다 음악 관련 문서, 피아노 롤, 릴 및 스풀, 8트랙 테이프를 포함한 모든 형식의 음반)
- 캐나다 우편 기록보관소
- 일간지, 학생 신문, 원주민 잡지, 소수 민족 공동체 뉴스레터를 포함한 캐나다 전역의 전국 신문.

소장품 중 주목할 만한 항목은 다음과 같다.
- 1982년 4월 팔러먼트 힐에서 엘리자베스 2세 여왕이 서명할 당시 빗방울 자국이 남은 캐나다의 1982년 캐나다 헌법 법률 선포문;[75]
- 캐나다 초대 총리 존 A. 맥도널드 경이 직접 수정한 내용이 담긴 1867년 영국령 북아메리카 법(영국 북미법으로도 알려짐) 사본;[76][77]
- 유대 고대사: 유대 전쟁사 (유대 고대사 및 유대 전쟁사) —소장품 중 가장 오래된 책으로, 1세기 역사가 플라비우스 요세푸스가 쓰고 1470년에 인쇄됨;[78][79][80]
- 세계적으로 유명한 피아니스트 글렌 굴드가 연주하고 녹음할 때 사용한 의자.[81]

### 디지털화
LAC는 또한 1 페타바이트 이상의 디지털 콘텐츠를 보유하고 있다. 이 콘텐츠 중 일부는 주로 도서, 캐나다 논문, 인구 조사 자료 등 온라인에서 이용 가능하며, 이는 전자 형식으로 약 5천 테라바이트의 정보에 해당한다. 많은 자료가 디지털화되지 않아 물리적인 형태로만 이용 가능하다. 2013년 5월 현재, 소장품의 약 1%만이 디지털화되었으며, 이는 "가장 인기 있고 가장 취약한 자료 약 2,500만 점"에 해당한다.

## 운영
설립 이래로 LAC는 의회에 캐나다 문화유산부 장관을 통해 보고해 왔다. LAC의 명시된 임무는 다음과 같다.
- 현재와 미래 세대를 위해 캐나다의 기록 유산을 보존한다.
- 모두에게 접근 가능한 영구적인 지식의 원천이 되어 자유롭고 민주적인 사회로서 캐나다의 문화적, 사회적, 경제적 발전에 기여한다.
- 캐나다 내에서 지식의 습득, 보존 및 확산에 관련된 공동체 간의 협력을 촉진한다.
- 캐나다 정부 및 그 기관들의 지속적인 기억으로 봉사한다.

LAC는 "투명성과 책임성을 보장하는 효과적인 기록 관리 관행"을 유지해야 한다.

### 경영
캐나다 도서관장 겸 기록보관소장은 연방 부처의 차관과 동일한 서열을 갖는다.
2019년 5월 27일, 레슬리 웨어가 2019년 8월 30일부터 4년 임기의 캐나다 도서관장 겸 기록보관소장으로 임명되었다. 웨어는 이 직책을 맡은 최초의 여성이다. 그녀의 임기는 일부 주요 건물 프로젝트를 통해 연속성을 제공하기 위해 4년 더 연장되었다.
캐나다 국립 기록보관소의 수장은 1872년부터 1987년까지 자치령 기록보관소장으로, 1987년부터 2004년까지는 국립 기록보관소장으로 알려졌다.
| 이름                            | 재임 기간                       | 비고 |
| 캐나다 도서관장 겸 기록보관소장 | 캐나다 도서관장 겸 기록보관소장 | 캐나다 도서관장 겸 기록보관소장 |
| ------------------------------- | ------------------------------- | --- |
| 레슬리 웨어                     | 2019년–현재                     | 이 직책을 맡은 최초의 여성 |
| 기 베르티오메                   | 2014년–19년                     | |
| 다니엘 J. 카론                  | 2009년–13년                     | |
| 이언 E. 윌슨                    | 2004년–09년                     | 윌슨은 1999년부터 국립 기록보관소장직을 맡았으며, LAC 설립과 함께 캐나다 도서관장 겸 기록보관소장으로 전환했다. 윌슨은 2009년까지 캐나다 도서관장 겸 기록보관소장으로 재직했다. |
| 캐나다 국립도서관장             |                                 | |
| 로크 캐리어                     | 1999년–2004년                   | |
| 마리안 스콧                     | 1984년–99년                     | |
| 기 실베스터                     | 1968년–83년                     | |
| 윌리엄 케이 램                  | 1953년–68년                     | |
| 국립/자치령 기록보관소장        |                                 | |
| 이언 E. 윌슨                    | 1999년–2004년                   | LAC 설립 후 국립도서관장 직책과 통합될 때까지 국립 기록보관소장. 윌슨은 2009년까지 캐나다 도서관장 겸 기록보관소장으로 재직했다.                                                |
| 장피에르 발로트                 | 1985년–97년                     | 1987년 국립 기록보관소장으로 개칭될 때까지 자치령 기록보관소장. |
| 윌프레드 I. 스미스              | 1970년–84년                     | 자치령 기록보관소장 |
| 윌리엄 케이 램                  | 1948년–68년                     | 자치령 기록보관소장 |
| 귀스타브 랑크토                 | 1937년–48년                     | 자치령 기록보관소장 |
| 제임스 F. 케니                  | 1935년-37년                     | 자치령 기록보관소장 대리 |
| 아서 조지 도티 경               | 1904년–35년                     | 자치령 기록보관소장. 오타와 LAC 건물 북쪽에 도티 동상이 있다. |
| 더글러스 브림너                 | 1872년–1902년                   | 자치령 기록보관소장 |

## 같이 보기
- 캐나다의 도서
- 캐나다의 기록보관소 목록
- 프랑스 국립도서관

## 더 읽어보기
- Council of Federal Libraries (Canada): Readers' Services Committee. Basic Readers' Services = Principaux services offerts aux lecteurs. Ottawa, Ont.: National Library of Canada, cop. 1980, t.p. 1979. N.B.: The English and French texts are printed tête-bêche one to the other. ISBN 0-662-50668-5
- Delvaux, Alex, and Yves Marcoux. Public Archives Library = Bibliothèque des Archives publiques. In "General Guide Series: 1983". [Ottawa]: Public Archives Canada, 1983. Text, printed tête-bêche, in English and in French. ISBN 0-662-52580-9
- Kallmann, Helmut. "The Music Division of the National Library: the First Five Years", The Canada Music Book, vol. 10, [no. 1] (Spring/Summer 1975), p. 95-100. N.B.: Also printed as a fold. offprint.
- Library and Archives Canada. Legal Deposit at the [then named] National Library of Canada = Le Dépôt légal à la Bibliothèque nationale du Canada. Ottawa: National Library of Canada, 1982. N.B.: Text, printed tête-bêche, in English and in French. ISBN 0-662-52131-5
- Library and Archives Canada. Music Collection [of the] National Library of Canada['s] Music Division = Collection de musique [de la] Division de la musique, Bibliothèque nationale du Canada. Ottawa: National Library of Canada, 1989. N.B.: Texts in English and in French, printed tête-bêche. ISBN 0-662-57231-9
- Library and Archives Canada. National Film, Television, and Sound Archives = Archives nationales du film, de la television et de l'enregistrement sonore, in General Guide Series. Ottawa: Public Archives Canada, 1983. 45 p. (English) + 47 p. (French), ill. with b&w photos. N.B.: The English and French texts are printed tête-bêche one to the other. ISBN 0-662-52650-3
- Library and Archives Canada: Sound Archives Section. Sound Archives, Guide to Procedures = Les Archives sonores, guide méthodologique. 3rd ed. ... rev. ... and updated, [in] collaboration between ... Michel Bourbonnais et al.; Josephine Langham ... responsible for the revision of the text in the English-language version. Ottawa: Public Archives Canada, 1979. N.B.: Texts in English and in French, printed tête-bêche one to the other. ISBN 0-662-50363-5
- Public Archives. 2019. Archives : Mirror of Canada Past. Toronto: University of Toronto